# Boeing X-48
Boeing X-48 – bezzałogowy statek powietrzny opracowywany przez Boeinga i NASA do badań nad właściwościami samolotu ze skrzydłem rozmytym (Blended Wing Body), typu latające skrzydło. Zostały zbudowane dwa egzemplarze, wykonane w Wielkiej Brytanii przez Cranfield Aerospace. Od 2007 roku trwały testy.

## Warianty

### X-48A
Pierwotna wersja o rozpiętości 10,7 m.
Projekt anulowany przed produkcją.

### X-48B
Zmniejszona wersja używana do testów. Model samolotu docelowego w skali 1:12. Rozpiętość 6,4 m, waga 178 kg. Zbudowany z kompozytów, trzy silniki turboodrzutowe.

### X-48C
Zmodyfikowana wersja X-48B. Obniżony nos, stateczniki pionowe, wydłużony kadłub, dwa mocniejsze silniki turboodrzutowe zamiast trzech. Testowana w Centrum Badania Lotu imienia Neila A. Armstronga w bazie lotniczej w Edwards od 7 sierpnia 2012 do 9 kwietnia 2013.